# Hans Karl Briegleb
Hans Karl Briegleb, född den 1 maj 1805 i Baireuth, död den 5 september 1879 i Göttingen, var en tysk rättslärd. 
Briegleb blev advokat i Nürnberg, men kallades 1842 till juris professor i Erlangen och utbytte 1845 denna lärostol mot en i Göttingen. Han var ledamot av hannoveranska ständerförsamlingens första kammare 1849. Briegleb inlade förtjänst om de historisk-teoretiska grundvalarna för civilprocessen och om offentliggörandet av medeltidens processlitteratur. Hans främsta arbete bär titeln Über exekutorische urkunden und exekutivprozess (2 band, 1839; ny upplaga 1845).